# Щелков Іван Петрович
Іва́н Петро́вич Ще́лков (5 березня 1833, Харків, Російська Імперія  — 1909, Судак)

## Біографія
Народився у родині багатого харківського купця. Здобував освіту вдома, далі два роки навчався у приватному пансіоні. У 1846 році вступив у 3-й клас другої харківської гімназії, яку закінчив у 1850 році з золотою медаллю. У 1855 році закінчив медичний факультет Харківського університету. Два роки працював помічником ординатора хірургічної клініки. У 1857 році захистив докторську дисертацію. Від 1857 по 1860 рік працював помічником бібліотекаря бібліотеки Харківського університету. У 1858 році був відряджений за кордон, слухачем лекцій у Відні, Празі, Берлині та Парижі. З 1863—1886 ординарний професор кафедри фізіології та загальної патології медичного факультету Харківського університету. Був обраний деканом медичного факультету, працював на посаді проректора Харківського університету. У 1884-1890 був ректором Харківського університету і виконував свої обов'язки до 1890 року. З 1890 року — ректор Варшавського університету.
Читав фізіологію дихання, кровообігу та нервової системи; енциклопедію та методологію медицини, теорію гальваномагнітних лікувань, курс загальної патології по відповідній кафедрі. Деякий час по кафедрі ембріології, гістології та порівняльної анатомії, читав гістологію.
Наукові праці Щелкова присвячені фізіології та фізіологічній хімії. Вів наукову роботу з питань газів, що містяться в крові, проводив дослідження гемоглобіну в крові. Досліджував проблеми університетської освіти, працював над археологією та історією Харківської губернії .
Вперше в Російській імперії організував фізіологічну лабораторію, для експериментальних досліджень. Засновник харківської школи фізіологів. Професор навчав таких учнів, як: Л.Л. Гіршман, В.Я.Данилевський, М.М.  Ломиковський, І.І.  Мечников, А.Г. Подрез та інші. У 1869 році І. П. Щелков разом з К.К. Задлером вивчали зв'язок між кровообігом та скороченням м'язів, та зробили відкриття, що отримало назву «робоча гіперемія скелетних м'язів».
Видав перший в Україні підручник з фізіології у 3-х випусках (Харків, 1871—1873), друком вийшли лекції та записки з фізіології .
У 1892 році Рада Харківського університету обрала Івана Щелкова почесним членом. Після закінчення службової діяльності, у 1894 році, переїхав до Судака на постійне місце проживання. Тут проводив систематичні метеорологічні спостереження, займався музикою та археологією.
Нагороджений орденами Святої Анни I ступеня, Святої Анни II ступеня з Імператорською короною; Святого Станіслава I ступеня, Святого Володимира III ступеня, медаллю на честь війни 1853—1856 на Андріївській стрічці.